# Estação Novo Hamburgo
A Estação Novo Hamburgo é uma das estações do Metrô de Porto Alegre, situada em Novo Hamburgo, ao lado da Estação Fenac. É uma das estações terminais da Linha 1.
Foi inaugurada em 30 de janeiro de 2014. Localiza-se no cruzamento da Avenida Nações Unidas com a Rua 5 de Abril. Atende os bairros do Centro e Rio Branco.

## Localização
A estação recebeu esse nome por ser a principal estação situada no município de Novo Hamburgo. O município possui esse nome por homenagear a cidade alemã de Hamburgo.
Em suas imediações se localiza o Bourbon Shopping e a Catedral Basílica São Luís Gonzaga, igreja matriz de Novo Hamburgo.